# فيين روندت 2018
فيين روندت 2018  هو سباق دراجات هوائية، وهو الموسم رقم 109 من السباق، وأقيم في 16 يونيو 2018، وامتدّ لمسافة 201.7 كيلومتر، وهو أحد سباقات طواف أوروبا للدراجات 2018، وهو من نوع سباق يوم واحد، وهو من نوع سباق الدراجات، وقد شارك في السباق 93 متسابقاً ووصل إلى نهايته 82 متسابقاً.
فاز فيه بالمركز الأول مادس بيدرسن، وبالمركز الثاني مايكل موركوف، وبالمركز الثالث Bas van der Kooij ‏.

## الفرق
| فريق عالمي- Trek-Segafredo فريق قاري محترف- سبورت فلاندرين بالويس 2018 ‏ فرق قارية (12)- Alecto Cycling Team ‏ - بي إتش إس - بل بيتون بورنهولم ‏ - كولوكويك 2018 ‏ - كووب 2018 ‏ - Delta Cycling Rotterdam ‏ - Joker Fuel of Norway ‏ - مايو سي سي إن برو سايكلنج ‏ - Parkhotel Valkenburg CT ‏ - فريق ريوال للدراجات ‏ - أونو-إكس موبيليتي ‏ - Team Waoo ‏ - Vlasman Cycling Team ‏ فرق وطنية (2)- فريق الدنمارك لركوب الدراجات للرجال 2018 ‏ - فريق السويد لركوب الدراجات للرجال 2018‏ |  |
| |  |

## التصنيف العام النهائي
| التصنيف العام | التصنيف العام                    | التصنيف العام | التصنيف العام                  | التصنيف العام     |        |
| الدراج        | الدراج                           | البلد         | الفريق                         | الوقت             | السرعة |
| ------------- | -------------------------------- | ------------- | ------------------------------ | ----------------- | ------ |
| 1.            | مادس بيدرسن                      | الدنمارك      | تريك سيغافريدو                 | 4 س 25 دقيقة 00 ث |        |
| 2.            | مايكل موركوف                     | الدنمارك      | الدنمارك                       | + 0 ث             |        |
| 3.            | Bas van der Kooij ‏               | هولندا        | Alecto                         | + 0 ث             |        |
| 4.            | Wim Stroetinga ‏                  | هولندا        | Vlasman Track/Road Continental | + 0 ث             |        |
| 5.            | Kristian Aasvold ‏                | النرويج       | Coop                           | + 0 ث             |        |
| 6.            | هيرمان داهل                      | النرويج       | Joker Icopal                   | + 0 ث             |        |
| 7.            | تروند هاكون تروندسن              | النرويج       | Coop                           | + 0 ث             |        |
| 8.            | أندريه لوويج                     | هولندا        | Monkey Town Continental        | + 0 ث             |        |
| 9.            | Jason van Dalen ‏                 | هولندا        | Delta Rotterdam                | + 0 ث             |        |
| 10.           | إدوارد بلانكايرتإدوارد بلانكايرت | بلجيكا        | Sport Vlaanderen-Baloise       | + 0 ث             |        |
| 11.           | Luuc Bugter ‏                     | هولندا        | Delta Rotterdam                | + 0 ث             |        |
| 12.           | Rasmus Bøgh Wallin ‏              | الدنمارك      | ColoQuick                      | + 0 ث             |        |
| 13.           | Nicklas Pedersen                 | الدنمارك      | BHS-Almeborg Bornholm          | + 0 ث             |        |
| 14.           | راسموس جولدهامر                  | الدنمارك      | Virtu Cycling                  | + 0 ث             |        |
| 15.           | أندرس سكارسيث                    | النرويج       | Uno-X Norwegian Development    | + 0 ث             |        |

## وصلات خارجية
- الموقع الرسمي
- لمحة عن سباق فيين روندت 2018 على موقع  ProCyclingStats   (برو  سايكلنج  ستاتس) - إحصاءات  محترفي  الدراجات.

- فيين روندت 2018 على موقع إحصائيات الدراجات الإحترافية (الإنجليزية)